# Seznam uměleckých realizací po roce 1989 v Praze (levý břeh)
Seznam uměleckých realizací po roce 1989 v Praze na levém břehu Vltavy obsahuje tvorbu výtvarných umělců umístěnou ve veřejném prostoru na území Prahy v období po roce 1989. Seznam je řazen podle data vzniku plastik a nemusí být úplný.

## Seznam uměleckých realizací
| Rok                  | Fotografie                                                                    | Lokace                                                                | Autor                             | Název                                           | Popis                                    | Poznámka                                                                                                  |
| -------------------- | ----------------------------------------------------------------------------- | --------------------------------------------------------------------- | --------------------------------- | ----------------------------------------------- | ---------------------------------------- | --- |
| 1990                 | Kategorie „Spojení s kosmem (Olbram Zoubek)“ na Wikimedia Commons             | Břevnov Skokanská 2117/1 50°4′48,01″ s. š., 14°22′32,65″ v. d.        | Olbram Zoubek (1926–2017)         | Spojení s kosmem                                | socha                                    | České radiokomunikace (od 2014), původně u bývalého sídla U Nákladového nádraží 3144, Strašnice           |
| 1990                 | Kategorie „Quo vadis (David Černý)“ na Wikimedia Commons                      | Malá Strana Vlašská 50°5′12,62″ s. š., 14°23′52,28″ v. d.             | David Černý (*1967)               | Quo Vadis - Trabant                             | socha                                    | od 2001 zahrada Lobkovického paláce; původně osazeno na Staroměstském náměstí                             |
| 1990                 |                                                                               | Zbraslav U Včely 49°58′13,02″ s. š., 14°23′16,09″ v. d.               | Jaroslav Kolomazník (*1935)       | Léto                                            | socha                                    | za domem s pečovatelskou službou                                                                          |
| 1991                 | Kategorie „Jinoch na startu, Muž v cíli (Olbram Zoubek)“ na Wikimedia Commons | Stodůlky Archeologická 2256/1 50°2′37,7″ s. š., 14°19′55,16″ v. d.    | Olbram Zoubek (1926–2017)         | Jinoch na startu, Muž v cíli                    | socha, cement                            | OC Lužiny                                                                                                 |
| 1991                 | Kategorie „Den (Jaroslav Róna))“ na Wikimedia Commons                         | Stodůlky Ovčí hájek 2153/2 50°3′0,56″ s. š., 14°20′57,38″ v. d.       | Jaroslav Róna (*1957)             | Den                                             | mozaika, štípané sklo                    | fasáda domu                                                                                               |
| 1991                 | Kategorie „Noc (Jaroslav Róna)“ na Wikimedia Commons                          | Stodůlky Seydlerova 2146/13 50°2′59,54″ s. š., 14°20′46,78″ v. d.     | Jaroslav Róna (*1957)             | Noc                                             | mozaika, štípané sklo                    | fasáda domu                                                                                               |
| 1991                 | Kategorie „Vesmírný pták (Stefan Milkov)“ na Wikimedia Commons                | Stodůlky Fingerova 50°2′56,8″ s. š., 14°20′52,56″ v. d.               | Stefan Milkov (*1955)             | Stroj - vesmírný pták                           | socha, bronz                             | exteriér                                                                                                  |
| 1992                 | Kategorie „Pegas (Michal Gabriel)“ na Wikimedia Commons                       | Hlubočepy Wassermannova 926/16 50°1′43,15″ s. š., 14°22′6,15″ v. d.   | Michal Gabriel (*1960)            | Pegas                                           | socha; bronz, 500 cm                     | vznik 1988, osazen 1992; Sídliště Barrandov                                                               |
| 1992                 | Kategorie „Fontána Keltský bojovník (Stanislav Hanzík)“ na Wikimedia Commons  | Stodůlky Přecechtělova 50°2′15,4″ s. š., 14°20′21,91″ v. d.           | Stanislav Hanzík (1931–2021)      | 13. komnatou prošel Orant                       | socha, pískovec                          | vnitroblok, Velká Ohrada                                                                                  |
| 1994                 | Kategorie „Prameník (Zdenek Hůla)“ na Wikimedia Commons                       | Dejvice Thákurova 50°6′14,62″ s. š., 14°23′19,37″ v. d.               | Zdenek Hůla (*1948)               | Pramen                                          | prameník; žula, dub, kov                 | před Fakultou stavební ČVUT                                                                               |
| 1994                 | Kategorie „27 nobles of Bohemia by Karel Nepraš“ na Wikimedia Commons         | Malá Strana Malostranské náměstí 50°5′18,42″ s. š., 14°24′7,74″ v. d. | Karel Nepraš (1932–2002)          | Patníky                                         | architektonický prvek, litina            | 27 patníků                                                                                                |
| 1995                 | Kategorie „Tři pylony (Israel Hadany)“ na Wikimedia Commons                   | Hradčany Badeniho 50°5′46,26″ s. š., 14°24′29,52″ v. d.               | Isreal Hadany                     | 3 pylony                                        | socha; duté pylony, železo, umělá koroze | Park Charlotty G. Masarykové                                                                              |
| 1995                 | Kategorie „Fotograf a model (Peter Oriešek)“ na Wikimedia Commons             | Břevnov U Vojenské nemocnice 50°5′21,04″ s. š., 14°21′45,53″ v. d.    | Peter Oriešek (1941–2015)         | Fotograf a model                                | socha, bronz                             | areál Vojenské nemocnice                                                                                  |
| 1998                 | Kategorie „Pražská múza (A. G. Gaberi)“ na Wikimedia Commons                  | Jinonice U Kříže 50°3′15,66″ s. š., 14°22′5,5″ v. d.                  | A. G. Gaberi                      | Pražská múza                                    | socha, bronz                             | exteriér                                                                                                  |
| 1999                 |                                                                               | Břevnov U Vojenské nemocnice 50°5′17,15″ s. š., 14°21′43,1″ v. d.     | Milan Žofka (1946–2018)           | Květy                                           | sochy, glazovaná keramika                | 1996–1999                                                                                                 |
| 1999                 |                                                                               | Břevnov U Vojenské nemocnice 50°5′17,46″ s. š., 14°21′48,68″ v. d.    | Milan Žofka (1946–2018)           | Keramické sloupy                                | sochy, glazovaná keramika                | 1996–1999                                                                                                 |
| 2002                 | Kategorie „Hranol (Marian Karel)“ na Wikimedia Commons                        | Malá Strana Park Kampa 50°5′4,06″ s. š., 14°24′30,84″ v. d.           | Marian Karel (*1944)              | Hranol                                          | socha; železo, kámen, sklo               | park |
| 2003                 | Kategorie „Strážci (Zdenek Hůla)“ na Wikimedia Commons                        | Řeporyje Mládkova 50°1′52,45″ s. š., 14°19′10,49″ v. d.               | Zdenek Hůla (*1948)               | Strážci                                         | mramor, sklo                             | vstup do Dalejského údolí od Řeporyjí                                                                     |
| 2003                 |                                                                               | Smíchov Holečkova 907/47 50°4′25,23″ s. š., 14°23′40,69″ v. d.        | David Černý (*1967)               | Brownnosing                                     | sochy                                    | Centrum pro současné umění FUTURA, zahrada                                                                |
| 2004                 | Kategorie „Turbína (Dejvice)“ na Wikimedia Commons                            | Dejvice Technická 50°6′11,35″ s. š., 14°23′28,32″ v. d.               | neuveden                          |                                                 | socha, ocel                              | před Fakultou strojní ČVUT                                                                                |
| 2004                 | Kategorie „Pissing Men fountain“ na Wikimedia Commons                         | Malá Strana Cihelná 50°5′17,08″ s. š., 14°24′36,88″ v. d.             | David Černý (*1967)               | Proudy                                          | fontána, 2 sochy; kov                    | dvůr Hergetovy cihelny                                                                                    |
| 2004                 | Kategorie „Lavice (František Skála)“ na Wikimedia Commons                     | Dejvice Velvarská 50°5′55,07″ s. š., 14°22′32,23″ v. d.               | František Skála (*1956)           | Lavice                                          | socha                                    | Park Hadovka                                                                                              |
| 2004                 | Kategorie „Vstřícné kameny (Jasan Zoubek)“ na Wikimedia Commons               | Dejvice Velvarská 50°5′55,25″ s. š., 14°22′32,99″ v. d.               | Jasan Zoubek (*1956)              | Vstřícné kameny                                 | socha, kámen                             | Park Hadovka                                                                                              |
| 2004                 | Kategorie „El Niňo (Stefan Milkov)“ na Wikimedia Commons                      | Dejvice Velvarská 50°5′55,5″ s. š., 14°22′34,63″ v. d.                | Stefan Milkov (*1955)             | El Niňo                                         | socha, bronz                             | Park Hadovka                                                                                              |
| 2004                 | Kategorie „Cesta (Michal Gabriel)“ na Wikimedia Commons                       | Dejvice Velvarská 50°5′55,48″ s. š., 14°22′36,42″ v. d.               | Michal Gabriel (*1960)            | Cesta                                           | socha, bronz                             | Park Hadovka                                                                                              |
| 2004                 | Kategorie „Přelet (Stefan Milkov)“ na Wikimedia Commons                       | Dejvice Velvarská 50°5′55,81″ s. š., 14°22′38,13″ v. d.               | Stefan Milkov (*1955)             | Přelet                                          | socha                                    | Park Hadovka                                                                                              |
| 2004                 | Kategorie „Malý Marťan (Hadovka)“ na Wikimedia Commons                        | Dejvice Velvarská 50°5′55,96″ s. š., 14°22′39,48″ v. d.               | Jaroslav Róna (*1957)             | Malý Marťan                                     | socha, bronz                             | Park Hadovka                                                                                              |
| 2004 (30. června)    | Kategorie „Vzduchoplavec (František Skála)“ na Wikimedia Commons              | Dejvice Velvarská 50°5′56,16″ s. š., 14°22′41,26″ v. d.               | František Skála (*1956)           | Vzduchoplavec                                   | socha; plast, ocel                       | Park Hadovka                                                                                              |
| 2005                 | Kategorie „Římská bohyně úrody Ops (Michal Moravec)“ na Wikimedia Commons     | Suchdol Kamýcká 50°7′44,42″ s. š., 14°22′23,02″ v. d.                 | Michal Moravec (*1951)            | Římská bohyně úrody Ops                         | socha, bronz                             | areál České zemědělské univerzity                                                                         |
| 2006                 |                                                                               | Holešovice Jankovcova 50°6′26,4″ s. š., 14°27′13,26″ v. d.            | Čestmír Suška (*1952)             | Stonky a koule                                  | socha, železo                            | osazeno 2018; vnitroblok                                                                                  |
| 2006                 | Kategorie „Dekonstrukt (Vojtěch Míča)“ na Wikimedia Commons                   | Zbraslav Zbraslavské náměstí 49°58′33,02″ s. š., 14°23′36,4″ v. d.    | Vojtěch Míča (*1966)              | Dekonstrukt                                     | socha                                    | cyklus Něžné prefabrikáty, Sochy pro Zbraslav                                                             |
| 2007                 | Kategorie „Červená auta (David Černý)“ na Wikimedia Commons                   | Smíchov Ke sklárně 50°3′12,06″ s. š., 14°24′30″ v. d.                 | David Černý (*1967)               | Maso                                            | socha                                    | na fasádě bývalé sklárny, MeetFactory                                                                     |
| 2007                 | Kategorie „Městské ostrovy (Vojtěch Míča)“ na Wikimedia Commons               | Zbraslav Zbraslavské náměstí 49°58′32,9″ s. š., 14°23′36,53″ v. d.    | Vojtěch Míča (*1966)              | Městské ostrovy                                 | socha                                    | cyklus Něžné prefabrikáty, Sochy pro Zbraslav                                                             |
| 2008 (duben)         | Kategorie „Fountain at Šabachův park“ na Wikimedia Commons                    | Dejvice Šabachův park 50°5′53,42″ s. š., 14°23′51,37″ v. d.           | Michal Gabriel (*1960)            | Koně                                            | fontána, 3 sochy; bronz; 145cm           | park |
| 2009                 | Kategorie „Babies (Kampa Museum)“ na Wikimedia Commons                        | Malá Strana park Kampa 50°5′2,86″ s. š., 14°24′30,07″ v. d.           | David Černý (*1967)               | Babies                                          | sochy (3), bronz                         | park |
| 2010                 | Kategorie „Masky (Lužiny)“ na Wikimedia Commons                               | Stodůlky Bronzová 50°2′41,58″ s. š., 14°19′44,65″ v. d.               | Alexandra Koláčková (*1964)       | Obří keramické masky                            | sochy, glazovaná keramika, beton         | exteriér                                                                                                  |
| 2010 (2. listopadu)  | Kategorie „Vodník Kabourek“ na Wikimedia Commons                              | Malá Strana Hroznová 50°5′10,69″ s. š., 14°24′27,48″ v. d.            | Josef Nálepa (1936–2012)          | Vodník Kabourek                                 | socha, bronz                             | Velkopřevorský mlýn                                                                                       |
| 2011 (9. června)     | Kategorie „Sign language sculpture in Holečkova street“ na Wikimedia Commons  | Smíchov Holečkova 104/4 50°4′33,68″ s. š., 14°23′53,86″ v. d.         | Zuzana Čížková (*1982)            | Život je krásný, buďte šťastní a mějte se rádi! | reliéf, kolorovaný beton                 | nápis ve znakové řeči na opěrné zdi školy pro sluchově postižené                                          |
| 2012 (31. května)    | Kategorie „Statue of Josef Masopust“ na Wikimedia Commons                     | Dejvice Na Julisce 50°6′36,68″ s. š., 14°23′17,92″ v. d.              | Josef Nálepa (1936–2012)          | Pomník Josefa Masopusta                         | socha; bronz, žula                       | u sportovního areálu Juliska                                                                              |
| 2014                 | Kategorie „Kovová plastika (Hlubočepy)“ na Wikimedia Commons                  | Hlubočepy Štěpařská 50°1′57,47″ s. š., 14°22′27,79″ v. d.             |                                   |                                                 | socha                                    | u Polikliniky Barrandov, nahradila zaniklou plastiku z Tilleho náměstí (1989, Hugo Demartini, Jiří Novák) |
| 2014                 | Kategorie „Speederman (David Černý)“ na Wikimedia Commons                     | Jinonice Walterovo náměstí 50°3′22,65″ s. š., 14°22′28,03″ v. d.      | David Černý (*1967)               | Speederman                                      | socha, laminát                           | exteriér                                                                                                  |
| 2014                 | Kategorie „Průniky (Marian Karel)“ na Wikimedia Commons                       | Dejvice Technická 50°6′8,19″ s. š., 14°23′33,83″ v. d.                | Marian Karel (*1944)              | Průniky                                         | socha; žula, sklo, kov                   | areál ČVUT                                                                                                |
| 2014                 | Kategorie „Nikola Tesla monument in Prague“ na Wikimedia Commons              | Dejvice Jugoslávských partyzánů 50°6′20,25″ s. š., 14°23′39,33″ v. d. | Stefan Milkov (*1955) Jiří Trojan | Nikola Tesla                                    | socha, bronz                             | park |
| 2014 (léto)          | Kategorie „Khmérská tanečnice (Michal Blažek)“ na Wikimedia Commons           | Lysolaje Sportovců 50°7′29,89″ s. š., 14°22′20,38″ v. d.              | Michal Blažek                     | Khmérská tanečnice                              | socha, pískovec                          | 1. ročník lysolajského sochařského sympozia                                                               |
| 2014 (léto)          | Kategorie „Král oceánu (Jaromír Švaříček)“ na Wikimedia Commons               | Lysolaje Lysolajské údolí 50°7′34,89″ s. š., 14°22′2,73″ v. d.        | Jaromír Švaříček                  | Král oceánu                                     | socha, pískovec                          | 1. ročník lysolajského sochařského sympozia, poblíž kaple Panny Marie                                     |
| 2014 (léto)          | Kategorie „Relikviář (Libor Pisklák)“ na Wikimedia Commons                    | Lysolaje Park Kaménka 50°7′28,66″ s. š., 14°22′17,6″ v. d.            | Libor Pisklák                     | Relikviář                                       | socha, pískovec                          | 1. ročník lysolajského sochařského sympozia                                                               |
| 2014 (léto)          | Kategorie „Žába (Daniel Talavera)“ na Wikimedia Commons                       | Lysolaje Park Kaménka 50°7′28,37″ s. š., 14°22′17,08″ v. d.           | Daniel Talavera                   | Žába                                            | socha, pískovec                          | 1. ročník lysolajského sochařského sympozia                                                               |
| 2015 (léto)          | Kategorie „Hnízdo (Miroslav Mlynář)“ na Wikimedia Commons                     | Lysolaje Park Kaménka 50°7′29,38″ s. š., 14°22′19,22″ v. d.           | Miroslav Mlynář                   | Hnízdo                                          | socha, pískovec                          | 2. ročník lysolajského sochařského sympozia                                                               |
| 2015 (léto)          | Kategorie „Mlčenlivý bůh (Jan Turský)“ na Wikimedia Commons                   | Lysolaje Park Kaménka 50°7′26,95″ s. š., 14°22′18,6″ v. d.            | Jan Turský                        | Mlčenlivý bůh                                   | socha, pískovec                          | 2. ročník lysolajského sochařského sympozia                                                               |
| 2015 (léto)          |                                                                               | Lysolaje Dolina 50°7′36,69″ s. š., 14°22′2,39″ v. d.                  | Anna Plačková (*1981)             | Ohňostroj                                       | socha, pískovec                          | 2. ročník lysolajského sochařského sympozia                                                               |
| 2015 (léto)          | Kategorie „Striktní milenci (Pavel Míka)“ na Wikimedia Commons                | Lysolaje Sídlištní 50°7′35,51″ s. š., 14°22′44,11″ v. d.              | Pavel Míka                        | Striktní milenci                                | socha, pískovec                          | 2. ročník lysolajského sochařského sympozia                                                               |
| 2015 (léto)          | Kategorie „Vodní svět (Cchatna Tour)“ na Wikimedia Commons                    | Lysolaje Sportovců 50°7′30,14″ s. š., 14°22′19,25″ v. d.              | Cchatna Tour                      | Vodní svět                                      | socha, pískovec                          | 2. ročník lysolajského sochařského sympozia                                                               |
| 2016 (léto)          | Kategorie „Jaro (Jean-Paul Chablais)“ na Wikimedia Commons                    | Lysolaje Lysolajské údolí 50°7′35,27″ s. š., 14°22′17,2″ v. d.        | Jean-Paul Chablais                | Jaro                                            | socha, pískovec                          | 3. ročník lysolajského sochařského sympozia                                                               |
| 2016 (léto)          | Kategorie „Otisk (Jiří Středa)“ na Wikimedia Commons                          | Lysolaje PP Housle 50°7′30,91″ s. š., 14°21′54,32″ v. d.              | Jiří Středa                       | Otisk                                           | socha, pískovec                          | 3. ročník lysolajského sochařského sympozia                                                               |
| 2016 (léto)          | Kategorie „Rodina (Barbora Chládková)“ na Wikimedia Commons                   | Lysolaje Dolina 50°7′34,94″ s. š., 14°22′4,27″ v. d.                  | Barbora Chládková                 | Rodina                                          | socha, pískovec                          | 3. ročník lysolajského sochařského sympozia                                                               |
| 2016 (léto)          | Kategorie „Stínohry (František Svátek)“ na Wikimedia Commons                  | Lysolaje PP Housle 50°7′30,92″ s. š., 14°21′55,67″ v. d.              | František Svátek                  | Stínohry                                        | socha, pískovec                          | 3. ročník lysolajského sochařského sympozia                                                               |
| 2016 (13. října)     | Kategorie „Trifot“ na Wikimedia Commons                                       | Stodůlky Seydlerova 50°3′2,23″ s. š., 14°20′57,53″ v. d.              | David Černý (*1967)               | Trifot                                          | mobilní plastika; kov, plech             | exteriér                                                                                                  |
| 2017                 | Kategorie „Pegasové (David Černý)“ na Wikimedia Commons                       | Jinonice Walterovo náměstí 50°3′22,76″ s. š., 14°22′21,5″ v. d.       | David Černý (*1967)               | Pegasové                                        | mobilní plastika, laminát                | v místech bývalé Waltrovy továrny                                                                         |
| 2017 (léto)          | Kategorie „Dva poutníci (Jaromíra Němcová)“ na Wikimedia Commons              | Lysolaje PP Housle 50°7′31,39″ s. š., 14°21′55,28″ v. d.              | Jaromíra Němcová                  | Dva poutníci                                    | socha, pískovec                          | 4. ročník lysolajského sochařského sympozia                                                               |
| 2017 (léto)          | Kategorie „Koupající se Měsíc (Anna Plačková)“ na Wikimedia Commons           | Lysolaje Kovárenská 50°7′28,7″ s. š., 14°22′29,55″ v. d.              | Anna Plačková                     | Koupající se Měsíc                              | socha, pískovec                          | 4. ročník lysolajského sochařského sympozia                                                               |
| 2017 (léto)          | Kategorie „Můj poklad (Beata Rostas)“ na Wikimedia Commons                    | Lysolaje Park Kaménka 50°7′27,31″ s. š., 14°22′15,21″ v. d.           | Beata Rostas                      | Můj poklad                                      | socha, pískovec                          | 4. ročník lysolajského sochařského sympozia                                                               |
| 2017 (léto)          | Kategorie „Torzo vejce (Ladislav Janouch)“ na Wikimedia Commons               | Lysolaje Starodvorská 50°7′30,39″ s. š., 14°22′22,64″ v. d.           | Ladislav Janouch (*1944)          | Torzo vejce                                     | socha, pískovec                          | 4. ročník lysolajského sochařského sympozia                                                               |
| 2017 (léto)          | Kategorie „Víly v tůňce (Barbora Blahutová)“ na Wikimedia Commons             | Lysolaje Park Kaménka 50°7′28,19″ s. š., 14°22′18,85″ v. d.           | Barbora Blahutová                 | Víly v tůňce                                    | socha, pískovec                          | 4. ročník lysolajského sochařského sympozia                                                               |
| 2017 (18. prosince)  | Kategorie „Lavička Ferdinanda Vaňka“ na Wikimedia Commons                     | Dejvice Technická 50°6′12,1″ s. š., 14°23′25,8″ v. d.                 | Lea Dostálová Petr Pištěk         | Lavička Ferdinanda Vaňka                        | mobiliář, ocel                           | areál ČVUT                                                                                                |
| 2018                 | Kategorie „Torzo invazního tanku“ na Wikimedia Commons                        | Smíchov náměstí Kinských 50°4′45,11″ s. š., 14°24′15,3″ v. d.         | David Černý (*1967)               | Torzo tanku                                     | socha; železo, plech                     | exteriér                                                                                                  |
| 2018                 | Kategorie „Cyberdog (Nové Butovice)“ na Wikimedia Commons                     | Stodůlky Seydlerova 50°3′1,69″ s. š., 14°20′58,52″ v. d.              | David Černý (*1967)               | Cyberdog                                        | architektonický objekt                   | sochařsky ztvárněný architektonický objekt sloužící jako plně roboticky obsluhovaný bar                   |
| 2018 (21. září)      | Kategorie „Had (Barbora Fastrová, Johana Pošová)“ na Wikimedia Commons        | Smíchov Park Portheimka 50°4′26,29″ s. š., 14°24′19,3″ v. d.          | Barbora Fastrová, Johana Pošová   | Had                                             | socha                                    | park |
| 2019 (17. června)    | Kategorie „Fan of Sophie Chotková“ na Wikimedia Commons                       | Hradčany K Brusce 50°5′40,51″ s. š., 14°24′21,51″ v. d.               | Martina Hozová (*1971)            | Vějíř Žofie Chotkové                            | fontána, kov                             | exteriér                                                                                                  |
| 2019 (11. listopadu) | Kategorie „The Rolling House“ na Wikimedia Commons                            | Dejvice Thákurova 50°6′17,14″ s. š., 14°23′23,56″ v. d.               | John Hejduk (1929–2000)           | The Rolling House                               | mobilní stavba                           | před Fakultou architektury ČVUT                                                                           |
| 2020 (20. října)     | Kategorie „Statue of Maria Theresa in Prague“ na Wikimedia Commons            | Hradčany Milady Horákové 50°5′39,52″ s. š., 14°23′43,21″ v. d.        | Jan Kovařík (*1980)               | Marie Terezie                                   | socha; umělý kámen, polyester            | Park Marie Terezie                                                                                        |
| 2021 (17. listopadu) | Kategorie „Hlasy z podzemí (Viktor Karlík)“ na Wikimedia Commons              | Malá Strana U Sovových mlýnů 50°5′1,56″ s. š., 14°24′29,05″ v. d.     | Viktor Karlík (*1962)             | Hlasy z podzemí                                 | městský mobiliář, 14 poklopů             | poklopy s citacemi českých undergroundových autorů; vzniklo v letech 2000 až 2013, chodník u Muzea Kampa  |